# Preutin-Higny
Preutin-Higny is een gemeente in het Franse departement Meurthe-et-Moselle (regio Grand Est) en telt 129 inwoners (2005).
De gemeente maakt deel uit van het arrondissement Briey en sinds 22 maart 2015 van het kanton Pays de Briey. Daarvoor hoorde het bij het kanton Audun-le-Roman, dat op die dag opgeheven werd.

## Geografie
De oppervlakte van Preutin-Higny bedraagt 6,9 km², de bevolkingsdichtheid is 18,7 inwoners per km².
De onderstaande kaart toont de ligging van Preutin-Higny met de belangrijkste infrastructuur en aangrenzende gemeenten.

## Demografie
Onderstaande figuur toont het verloop van het inwonertal (bron: INSEE-tellingen).